# Ассор, Алберт
Алберт Вильгельм Ассор (эст. Albert Vilhelm Assor; 8 января 1895, волость Ахья, Тартуский уезд — 16 сентября 1943, Краслаг, Красноярский край, РСФСР) — эстонский государственный деятель.

## Биография
В 1914—1916 и 1920—1922 годах изучал право в Тартусском университете и был членом Эстонской ассоциации студентов.
Ассор участвовал в качестве офицера в Первой мировой войне и Эстонской освободительной войне в звании лейтенанта. Служил во 2-м эстонском пехотном полку. 17 июня 1919 г. окончил офицерские артиллерийские курсы. 13 апреля 1920 года произведён в звание заместителя капитана.
С 1922 по 1926 год заместитель прокурора города Тарту, с 1926 по 1933 год заместитель прокурора судебной палаты в Таллинне, с 1933 по 1938 год — прокурор. Занимался футболом и лёгкой атлетикой.
С мая 1938 до июня 1940 г. министр юстиции в правительствах Каарела Ээнпалу и Юри Улуотса.

## Депортация
В июне 1940 года арестован НКВД и депортирован в лагерь для военнопленных Красноярского края на Урале, где и умер в 1943 году.

## Награды
- 1937 — Орден Орлиного креста III степени.
- 1938 — Орден Белой Звезды II степени
- 1940 — Орден Белой Звезды I степени